# 超立方体

4次元超立方体

超立方体（ちょうりっぽうたい、hypercube）とは、2次元の正方形、3次元の立方体、4次元の正八胞体を各次元に一般化した正多胞体である。なお、0次元超立方体は点、1次元超立方体は線分である。
正測体（せいそくたい）、γ体（ガンマたい）とも言い、n 次元超立方体を {\displaystyle \gamma _{n}} と書く。
正単体、正軸体と並んで、5次元以上での3種類の正多胞体の1つである。
単に超立方体と言った場合は特に四次元の超立方体(tesseract)を指すこともある。
右図は、四次元超立方体を二次元に投影した図である。立方体を二次元に投影した場合と同様に、各辺の長さや成す角度は歪んでいるが、実際の辺の長さはすべて等しく、角も直角である。胞（立方体）の数は、投影図において外側の大きな立方体、内側の立方体、これら2つの対応する面をそれぞれ結ぶ（対応する稜線を4つ選ぶ）部分に6つあり、胞は計8つである。

## 作図
超立方体を作図するには、
{\displaystyle (\pm 1,\pm 1,\cdots ,\pm 1)}
を頂点とし、最も近い（距離2の）頂点同士を辺で結べばよい。複号は全ての組み合わせを取る。
こうして作図された超立方体は、n 次元ユークリッド空間を {\displaystyle \mathbb {R} ^{n}} で表して
{\displaystyle \{x\in \mathbb {R} ^{n}:\|x\|_{\infty }\leq 1\}}
でも定義できる。

## 性質
特にことわらない限り、辺の長さが a の n 次元超立方体について述べる。
超体積は
{\displaystyle a^{n}\,}
超表面積は
{\displaystyle 2na^{n-1}\,}
である。
ファセット (n - 1 次元面) は n - 1 次元超立方体である。したがって一般に、m (0 ≤ m ≤ n - 1) 次元面は m 次元超立方体である。たとえば、正八胞体（4次元超立方体）の面（2次元面）は正方形（2次元超立方体）、胞（3次元面）は立方体（3次元超立方体）である。
対角線の長さは、
{\displaystyle {\sqrt {n}}a\,}
である。
m 次元面の個数は
{\displaystyle 2^{n-m}{}_{n}\operatorname {C} _{m}}
である。これはパスカルのピラミッドの第 n + 1 段の三角形の第 m + 1 段（頂点を下にした場合）の数字の総和に等しい。対角線に沿って見た場合、次元面たちは数字通りのグループに分割される。これは、{\displaystyle 3^{n}=(1+2)^{n}} を二項展開し、{\displaystyle 3^{n}=(1+1+1)^{n}} を三項展開することで示すことができる。特に、頂点（0次元面）は {\displaystyle 2^{n}} 個、辺（1次元面）は {\displaystyle 2^{n-1}n} 個、ファセットは {\displaystyle 2n} 個である。{\displaystyle {}_{n}\operatorname {C} _{m}} はパスカルの三角形の第 n + 1 段の m + 1 番目の数字であり、n - 1 次元単体の m - 1 次元面の個数である。
m (0 ≤ m ≤ n - 2) 次元面の形状は n - m - 1 次元正単体であり、そこに集まるl (m + 1 ≤ l ≤ n - 1) 次元面の個数は
{\displaystyle {}_{n-m}\operatorname {C} _{l-m}}
である。これはパスカルの三角形の第 n - m + 1 段の l - m + 1 番目の数字であり、n - m - 1 次元単体の l - m - 1 次元面の個数である。
双対は正軸体である。
任意の l 次元面と m 次元面（l ≠ m でもよい）は、接する場合直交し、それ以外は直角（ねじれの位置で）か平行である。特に、隣り合うファセットは直交し、それ以外のファセットは平行である。また、頂点には n 本の辺が集まり、互いに直交する。